# آلکانار
آلکانار (به اسپانیایی: Alcanar) یک شهرستان در اسپانیا است که در استان تاراگونا واقع شده‌است.

## خصوصیات
آلکانار ۴۷٫۱ کیلومترمربع مساحت و ۱۰٬۵۴۵ نفر جمعیت دارد و ۷۲ متر بالاتر از سطح دریا واقع شده‌است.